# Apolda
Apolda is een stad in de Duitse deelstaat Thüringen en de hoofdplaats van de Landkreis Weimarer Land. De gemeente telt 22.209 inwoners.

## Geschiedenis
Apolda was in de 19de eeuw een belangrijk centrum van tricotage-industrie en stond bekend als het Manchester van Thüringen (of van Weimar, de stad behoorde tot Saksen-Weimar). Een andere bijnaam, de Klokkenstad, dankt Apolda aan de productie van klokken en carillons, die hier van 1722 tot in 1988 eeuw plaatsvond. Aan het begin van de 20e eeuw had Apolda kortstondig auto-industrie (Apollo).
Apolda is de bakermat van het hondenras dobermann.

## Dorpen in de gemeente
Apolda omvat naast de kernstad meerdere dorpen, waaronder: Herressen-Sulzbach, Nauendorf , Oberndorf, Oberroßla, Rödigsdorf, Schöten, Utenbach en Zottelstedt.

## Verkeer
Apolda is sinds 1846 aangesloten op het spoorwegnet door middel van een station aan de Thüringer Bahn. Het huidige stationsgebouw dateert uit 1890. Het busvervoer in Apolda en omgeving wordt verzorgd door de Personenverkehrsgesellschaft mbH Apolda (PVG Apolda).
De Bundesautobahn 4 loopt ongeveer 15 km ten zuiden van de stad en heeft tussen Weimar en Jena een afslag Apolda.

## Media
De Thüringer Allgemeine uit Erfurt geeft een lokale editie voor Apolda uit.

## Partnersteden
- Seclin (Frankrijk, sinds 1963)
- Marks kommun (Zweden, sinds 1994)
- Rapid City (South Dakota, Verenigde Staten, sinds 1994)

## Geboren in Apolda
- Friedrich Louis Dobermann (1834-1894), kynoloog

Am Ettersberg ·
Apolda ·
Bad Berka ·
Bad Sulza ·
Ballstedt ·
Bechstedtstraß ·
Blankenhain ·
Buchfart ·
Daasdorf a. Berge ·
Döbritschen ·
Eberstedt ·
Ettersburg ·
Frankendorf ·
Großheringen ·
Großschwabhausen ·
Hammerstedt ·
Hetschburg ·
Hohenfelden ·
Hopfgarten ·
Ilmtal-Weinstraße ·
Isseroda ·
Kapellendorf ·
Kiliansroda ·
Kleinschwabhausen ·
Klettbach ·
Kranichfeld ·
Lehnstedt ·
Magdala ·
Mechelroda ·
Mellingen ·
Mönchenholzhausen ·
Nauendorf ·
Neumark ·
Niedertrebra ·
Niederzimmern ·
Nohra ·
Obertrebra ·
Oettern ·
Ottstedt a. Berge ·
Rannstedt ·
Rittersdorf ·
Saaleplatte ·
Schmiedehausen ·
Tonndorf ·
Troistedt ·
Umpferstedt ·
Vollersroda ·
Wiegendorf